# Nandor
Nandor (v překladu „ti, kdo se obracejí nazpět“; též Zelení elfové) jsou jedna ze skupin elfů objevujících se ve fiktivním světě J. R. R. Tolkiena.

## Historie
Když se elfové vydali od jezera Cuiviénen na Velkou pouť, rozdělili se na tři čeledi: Vanyar, Noldor a Teleri. Teleri se vydali na cestu poslední a stále zastavovali, a proto zůstali daleko vzadu za druhými dvěma klany. Když došli až k Mlžným horám (Hithaeglir), elfy tato mohutná hradba zděsila. Jeden z vůdců Teleri, Lenwë, místo toho aby riskoval přechod hor, odvedl svůj lid po proudu velké řeky Anduiny. Jeho lid pak žil v místech, která jiní neznali. Byli toulavým lesním lidem a v lesní moudrosti se jim nikdo nevyrovnal, stejně jako ve znalosti kelvar a olvar Středozemě. Lovili lukem a měli zbraně z různých ušlechtilých kovů, ale nedovedli kovat ocelové zbraně, takže byli bezbranní proti zlým stvůrám ze Severu. V údolí Anduiny žili přes dva hvězdné roky, když je napadly zlé bytosti a jejich počet se začal menšit. Poté Denethor, syn krále Lenwëho shromáždil mnoho Nandor a konečně přešel Modré hory do Beleriandu. Tito elfové, zvaní Laiquendi, poté až do Velké potopy obývali Ossiriand. Zbylí Nandor ve Druhém Věku vytvořili (spolu se Sindar, Noldor a Avari) říši Lothlórien a Thranduilovo lesní království.